# Lijst van oorlogsmonumenten in Ferwerderadeel
De voormalige Nederlandse gemeente Ferwerderadeel had 4 oorlogsmonumenten. Hieronder een overzicht.
| Nr.  | Object                   | Herdachte groep                                | Ontwerper            | Onthulling       | Type            | Locatie              | Plaats   | Coördinaten                   | Foto            |
| ---- | ------------------------ | ---------------------------------------------- | -------------------- | ---------------- | --------------- | -------------------- | -------- | ----------------------------- | --------------- |
| 139  | Monument in de N.H. kerk | overig                                         | Eelke Simens de Jong | 20 maart 1943    | overig          |                      | Wandwerd | 53° 18' 7" NB, 5° 51' 2" OL   |                 |
| 223  | Oorlogsmonument          | burgerslachtoffers, verzet Nederland           |                      | 23 juli 1969     | gedenksteen     | Hoofdweg, 9112 HG    | Birdaard | 53° 17' 34" NB, 5° 52' 35" OL |                 |
| 2059 | As 't nedich is          | verzet Nederland                               | Jan van Luyn (1916)  | 4 mei 1956       | beeld/sculptuur | Vrijhof 8, 9172 MR   | Ferwerd  | 53° 20' 19" NB, 5° 49' 27" OL | As 't nedich is |
| 2060 | Indië-monument           | militairen in dienst van het Ned. Kon. na 1945 |                      | 17 december 1999 | gedenksteen     | Marrumerweg, 9172 PN | Ferwerd  | 53° 20' 13" NB, 5° 49' 6" OL  |                 |

Achtkarspelen ·
Ameland ·
Dantumadeel ·
De Friese Meren ·
Harlingen ·
Heerenveen ·
Leeuwarden ·
Noardeast-Fryslân ·
Ooststellingwerf ·
Opsterland ·
Schiermonnikoog ·
Smallingerland ·
Súdwest-Fryslân ·
Terschelling ·
Tietjerksteradeel ·
Vlieland ·
Waadhoeke ·
Weststellingwerf